# Tamana (otok)
Tamana  je naseljeni koraljni otok u sastavu Kiribata.

## Zemljopis
Nalazi se u grupaciji Gilbertovih otoka.

## Stanovništvo
Prema popisu stanovništva iz 2005. godine, na otoku je živjelo 875 osoba (408 muškaraca i 467 žena) u tri naselja: Barebuka, Bakaka i Bakarawa.
| broj stanovnika | 1378  | 1385  | 1181  | 962   | 875   |
|                 | 1985. | 1990. | 1995. | 2000. | 2005. |

## Vanjske poveznice
|  | Zajednički poslužitelj ima još gradiva o temi Tamana (otok) |